# At Dawn in Rivendell
Albums de Tolkien Ensemble
A Night in Rivendell
(2000) Leaving Rivendell
(2005)
At Dawn in Rivendell sous-titré Selected Songs and Poems from The Lord of the Ring est le troisième album studio de l'ensemble danois de musique classique Tolkien Ensemble ; il a été enregistré entre novembre 2001 et septembre 2002 à Copenhague, pour finalement sortir le 11 mars 2003 sur le label Decca.

## Description
Les musiques se basent sur le texte du roman Le Seigneur des anneaux (The Lord of the Ring) de l'auteur britannique J. R. R. Tolkien ; les poèmes et chansons du livre qui n'avaient pas été mis en musique dans les deux premiers albums du groupe (An Evening in Rivendell de 1997 et A Night in Rivendell de 2000) le sont dans celui-ci. Le groupe prévoyait dans son cycle un quatrième album, sorti en 2005 sous le titre Leaving Rivendell.
La musique n'est pas en lien avec la trilogie cinématographique de Peter Jackson, sortie entre 2001 et 2003. Cependant, l'acteur Christopher Lee, qui avait joué Saroumane dans les films, a prêté sa voix à Sylvebarbe pour réciter deux poèmes et chante également sur une des pistes (Treebeard's Song, la « chanson de Sylvebarbe »).

## Liste des pistes
L'album compte vingt pistes, pour une durée totale de 53 minutes.
| No  | Titre                                      | Auteur                                                 | Durée |
| --- | ------------------------------------------ | ------------------------------------------------------ | ----- |
| 1.  | Verse of the Rings                         | Caspar Reiff                                           | 1:20  |
| 2.  | Song of Gondor                             | Caspar Reiff                                           | 2:59  |
| 3.  | A Walking Song (I)                         | Peter Hall                                             | 2:50  |
| 4.  | Warning of Winter                          | Caspar Reiff                                           | 0:35  |
| 5.  | Malbeth the Seer's Words                   | Caspar Reiff                                           | 5:55  |
| 6.  | A Drinking Song                            | Peter Hall                                             | 2:46  |
| 7.  | The Long List of the Ents, No. 1           | Peter Hall                                             | 2:17  |
| 8.  | Éomer's Song                               | Caspar Reiff                                           | 2:41  |
| 9.  | Boromirs Riddle                            | Caspar Reiff                                           | 0:34  |
| 10. | The Bath Song                              | Peter Hall, Caspar Reiff                               | 1:45  |
| 11. | Song of Lebennin                           | Caspar Reiff                                           | 5:00  |
| 12. | Gandalf's Riddle of the Ents               | (poème de J. R. R. Tolkien récité par Christopher Lee) | 0:25  |
| 13. | Ho! Tom Bombadil                           | Peter Hall                                             | 0:57  |
| 14. | The Riddle of Strider (I)                  | Caspar Reiff                                           | 0:57  |
| 15. | Song of Nimrodel                           | Caspar Reiff                                           | 4:42  |
| 16. | Treebeard's Song                           | Peter Hall                                             | 4:11  |
| 17. | Farewell Song of Merry and Pippin          | Peter Hall                                             | 3:09  |
| 18. | Athelas                                    | Caspar Reiff                                           | 0:35  |
| 19. | A Walking Song (II)                        | Peter Hall                                             | 1:38  |
| 20. | An Elven Hymn to Elbereth Gilthoniel (III) | Caspar Reiff                                           | 7:44  |

An Elven Hymn to Elbereth Gilthoniel est la mise en musique du poème A Elbereth Gilthoniel, un hymne à Varda Elentári, qui a eu de nombreuses autres adaptations, comme celle de Donald Swann dans The Road Goes Ever On.
Le Tolkien Ensemble avait réalisé une autre version de cet hymne pour A Night in Rivendell, d'une durée de 2:09, avec une soliste.

## Musiciens
La musique a été composée par Peter Hall et Caspar Reiff et l'album produit par eux et Morten Ryelund Sørensen (le directeur musical). Les personnages principaux ont été interprétés par Peter Hall lui-même (voix de Frodon et de Sam), Morten Ernst Lassen (voix d'Aragorn et d'Éomer), Signe Asmussen (voix de Galadriel, et également les voix à Fondcombe), Mads Thiemann (voix de Bilbon), Ulrik Cold (en) (voix de Gandalf), Kurt Ravn (voix de Legolas) et Povl Dissing (voix de Gollum).
Les musiciens crédités sont Peter Hall (guitare, mandoline, tin whistle), Caspar Reiff (guitare), Morten Ryelund Sørensen (violon), Øyvind Ougaard (accordéon), Gabriella Persson (basson), Torben H. S. Svendsen (contrebasse) et Kresten Stubbe Teglbjerg (piano), ainsi que le Chamber Choir Hymnia dirigé par Flemming Windekilde et le String quartet composé de Morten Ryelund, Mette Tjærby, Jørgen Eyvind Hansen et Dorthe Buch-Andersen. Ont aussi chanté Peter Hall, Francis Norén et Morten Kramp.
L'illustration de la couverture est de la reine Marguerite II de Danemark, et la pochette a été réalisée par Dan Eggers et Connie B. Berentzen.

## Sortie et réception
L'album est sorti le 11 mars 2003. En 2006 un coffret de quatre disques, comprenant An Evening in Rivendell, A Night in Rivendell, At Dawn in Rivendell et Leaving Rivendell est mis en vente sous le nom Complete Songs & Poems.
David Bratman note que le Tolkien Ensemble, dans ses quatre albums, dont At Dawn in Rivendell, a composé quelques-unes des adaptations les plus « atmosphériques » qui soient, qu'il range dans les groupes « elfiques ». Ces adaptations sont considérées comme étant fidèles à l'esprit de Tolkien.